# 卡爾切夫
卡爾切夫是波蘭的城鎮，位於該國東部維斯瓦河右岸，距離首都華沙24公里，由馬佐夫舍省負責管轄，面積29.01平方公里，人類在該鎮附近居住的歷史可追溯至11,000年前，2010年人口10,271。

## 外部連結
- Jewish Community in Karczew（页面存档备份，存于） on Virtual Shtetl

52°04′N 21°15′E / 52.067°N 21.250°E